# Easton (Hampshire)
Easton – wieś w Anglii, w hrabstwie Hampshire, w dystrykcie Winchester, w civil parish Itchen Valley, położona nad rzeką Itchen, na skraju parku narodowego South Downs. Leży 9 km na wschód od miasta Winchester i 93 km na południowy zachód od Londynu.